# Dealema
Dealema é um dos mais antigos grupos de hip hop português. Formado na década de 90, com membros de Vila Nova de Gaia e do Porto, nasceu da fusão do grupo Factor X (Mundo Segundo, Mike e DJ Guze) com os Fullashit (Fuse e Expeão), aos quais se juntaram Maze, e todos juntos formaram os Dealema que há 20 anos se mantêm no activo exactamente com a mesma formação.
Com um já vasto percurso musical, 6 discos (dos quais 2 são EPs) e inúmeras colaborações, contam com uma base sólida de seguidores, que tem vindo a crescer nos últimos anos,  não apenas em Portugal, mas em outros países de língua oficial portuguesa.

## Biografia
Em Julho de 1996 lançam a sua primeira maquete, O Expresso do Submundo, disponível gratuitamente na página SoundCloud da banda a partir de 2014. O album foi recentemente reeditado em formato K7, uma prenda aos fãs que nunca tiveram acesso comercial a este disco.
Em 2003, lançam o álbum homónimo, Dealema, editado pela Norte Sul, que arrebatou a crítica e o público mostrando que afinal o hip-hop também pode ser exprimido em português, com língua afiada e beats pesados. Nesse ano, começa a aventura mediática dos Dealema que foram capa de muitas revistas e tocaram nos maiores festivais de música em Portugal.
Desvinculados de editora Norte Sul e agora mais independentes que nunca, surgem em 2008 com V Império, um álbum que veio confirmar o estatuto de banda de culto, consolidando o eixo Porto/Gaia como a nação do hip-hop em Portugal. Deste disco fazem parte alguns dos maiores hinos de Dealema, tais como Sala 101, ainda hoje tocados ao vivo em muitos dos concertos da banda.
A convite do radialista e programador musical Henrique Amaro, associam-se numa parceria de sucesso à NOS Discos editando o EP Arte de Viver, que saiu em 2010. Neste disco começam a vislumbrar-se alguns raios de luz que antevêem uma Alvorada da Alma ainda por editar.
Em 2011, os Dealema voltam aos beats pesados e à lírica mais negra com o álbum A Grande Tribulação. Neste disco o pentágono pinta a tela do momento pré apocalíptico que paira sobre a humanidade. Como sempre a sua mensagem pretende de forma directa provocar no ouvinte sentimentos concretos tendo como veículo a poesia e ambientes carregados de intensidade.
No dia 14 de Dezembro de 2013, apresentam o álbum Alvorada da Alma ao vivo no Hard Club. O álbum é um regresso às origens, onde tudo começou, à paixão pela música desde o primeiro momento até ao que ela representa hoje. O trabalho conta pela primeira vez com 12 convidados, alguns deles nomes internacionais da cena hip hop e outros vindos de universos musicais distintos do rap, denunciando uma diversidade sonora que se consagrou grandiosa.

## Discografia
| Ano  | Título                 | Tipo    |
| ---- | ---------------------- | ------- |
| 1996 | O Expresso do Submundo | EP      |
| 2003 | Dealema                | Estúdio |
| 2008 | V Império              | Estúdio |
| 2010 | Arte de Viver          | EP      |
| 2011 | A Grande Tribulação    | Estúdio |
| 2013 | Alvorada da Alma       | Estúdio |